# 砂田毅樹
砂田 毅樹（すなだ よしき、1995年7月20日 - ）は、北海道札幌市中央区出身の元プロ野球選手（投手）。左投左打。

## 経歴

### プロ入り前
高校野球の経験者であった義父の影響で、小学校2年時に野球を始める。札幌市立伏見中学校時代は札幌南シニアに所属した。
秋田市にある明桜高等学校への進学後は、1年生の春からベンチ入りを果たした。しかし、利き腕に死球を受けるアクシデントなどの影響で、在学中には春夏とも甲子園球場での全国大会に出場できなかった。3年生の夏には、選手権秋田大会準々決勝で敗退したが、大会通算投球回数25イニングで自責点1、40奪三振という好成績を残し、NPB球団のスカウトから一躍注目されるようになった。
2013年のNPB育成ドラフト会議で、横浜DeNAベイスターズから1巡目で指名。支度金300万円、年俸300万円（金額は推定）という条件で、育成選手として入団した。担当スカウトは河原隆一。入団当初の背番号は111で、契約の際には、DeNA球団のイメージを「投手としての手本である三浦（大輔）さんがいるチーム」と表現した。NPBドラフト会議で指名された秋田県在住の高校生は、2004年に広島東洋カープからの1巡目指名で支配下登録選手として入団した佐藤剛士（秋田商業高校）以来9年ぶりであった。

### DeNA時代

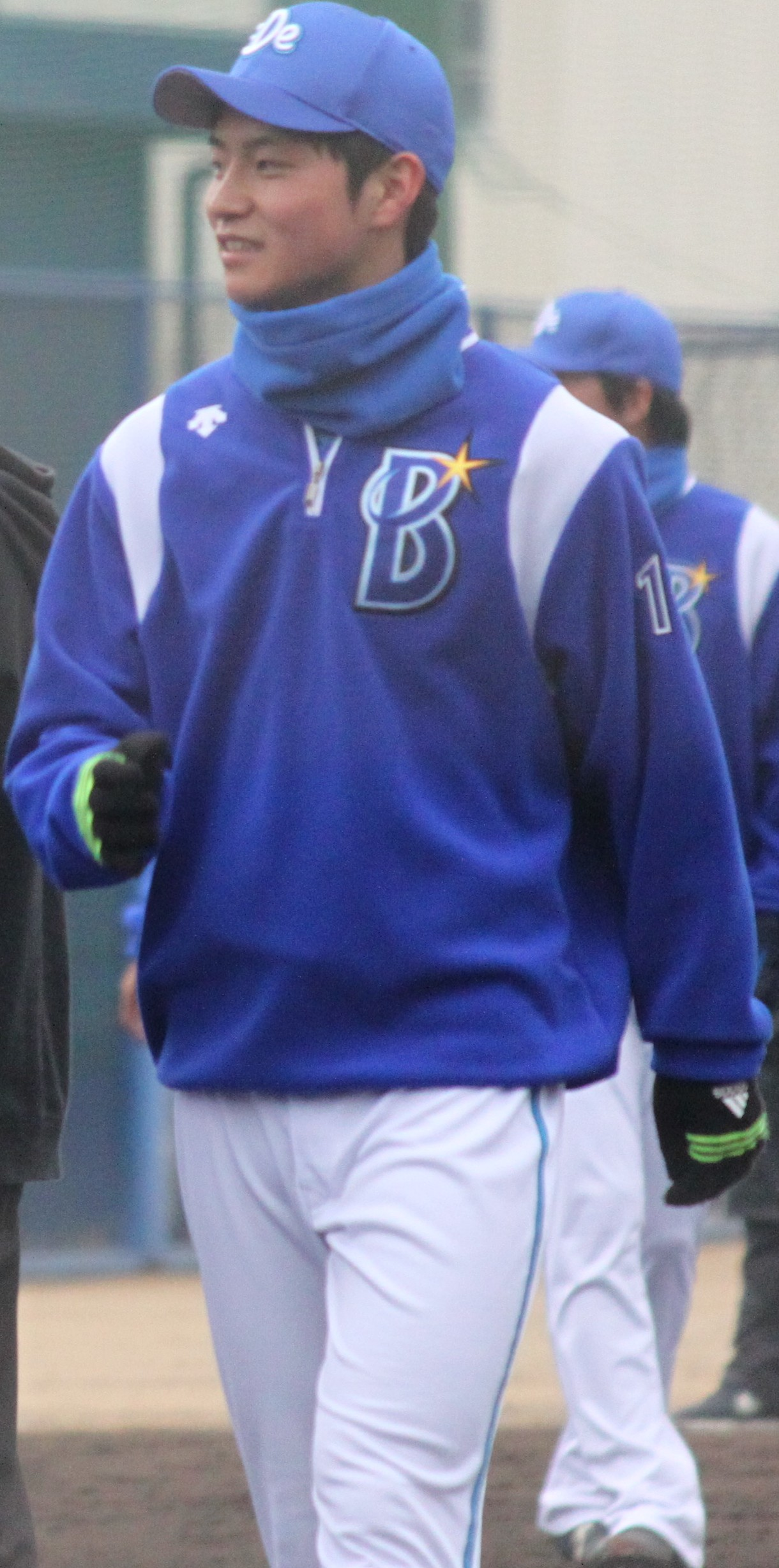
2014年2月2日横浜DeNAベイスターズ総合練習場にて

2014年は、イースタン・リーグ公式戦7試合の登板で、2勝1敗、防御率2.79を記録。シーズン終盤からフェニックスリーグへ参加すると、クライマックスシリーズに向けて調整していた阪神タイガースとの対戦で、阪神の主力打線を5回2失点に抑えた。
2015年は、6月7日に支配下登録され、背番号を68へ変更。6月14日の対北海道日本ハムファイターズ戦（札幌ドーム）で、先発投手として一軍公式戦へのデビューを果たした。7月8日には、対広島東洋カープ戦（みよし運動公園野球場）で先発。打席で初安打・初打点を記録し、先発投手としても5回無失点という好投で一軍公式戦初勝利を挙げた。この時点における砂田の年齢は19歳11か月で、NPBの球団へ育成契約で入団した投手（育成出身投手）による一軍公式戦の勝利では史上最年少の記録。10代の育成出身投手による公式戦の勝利は史上初で、DeNA球団の左腕先発投手による勝利としても、2013年9月19日のエンジェルベルト・ソト以来657日ぶりであった。さらに9月5日の読売ジャイアンツ戦（横浜スタジアム）でシーズン3勝目を挙げたことによって、セントラル・リーグの育成出身投手による一軍公式戦デビュー年の最多勝利を記録した。一軍公式戦全体では、14試合の登板で、3勝5敗、防御率3.20を記録。シーズン終了後の11月には、イースタン・リーグの優秀選手賞を受賞した。12月5日には、秋田県出身（または県内の高校を卒業した他都道府県出身の）NPB選手8人とともに、同県大館市で開催のシンポジウム「夢の向こうにin秋田」（NPB、日本プロ野球選手会、日本高野連主催）に参加し、シンポジウムに参加した県内の高校球児を指導した。また、背番号を47に変更した。
2016年は、公式戦の開幕直後から先発ローテーションに定着。4試合目の登板だった5月5日の対東京ヤクルトスワローズ戦（横浜）でシーズン初勝利を記録したが、以降に先発で登板した7試合では結果を残せず、一時は一軍と二軍を往復した。9月中旬以降は、救援要員として一軍に定着。9月23日の対巨人戦（東京ドーム）では、6回裏二死満塁からの登板で1回1/3を無失点に抑えると、チームの逆転勝利によって一軍では自身初の救援勝利（シーズン2勝目）を挙げた。公式戦全体では、17試合の登板で2勝2敗、防御率3.78を記録。救援登板では通算9試合（10イニング）で1点も許さなかったことから、監督のアレックス・ラミレスから「先発とリリーフで2人の砂田を欲しい」との評価を受けた。チームがレギュラーシーズン3位で初めて臨んだ巨人とのクライマックスシリーズ第3戦では、同点に追い付かれた直後の6回裏一死から登板し、阿部慎之助を見逃し三振に仕留めたことを皮切りに、3者連続で三振を奪うなど、2イニングを無安打無失点に抑えた。チームも延長11回まで戦った末に勝利。球団史上初のファイナルステージ進出に貢献した。この試合については、シリーズ終了後の契約更改の際に「マウンドに上がる時とベンチへ戻る時の歓声が印象に残っている」と述べた。
2017年は、前年に続いて、レギュラーシーズンの開幕から中継ぎ投手として公式戦への登板を重ねた。4月中旬からは、セットアッパーの一角に定着。一軍公式戦全体では、スペンサー・パットンと並んでチーム2位の62試合に登板。通算防御率は4.12で、1勝しか挙げられなかったものの、チーム3位（左腕投手ではチームトップ）の26ホールドポイントを記録した。チームのレギュラーシーズン3位で迎えたポストシーズンでは、ワンポイント・リリーフやショート・リリーフに起用され、クライマックスシリーズ全体で8試合中3試合、福岡ソフトバンクホークスとの日本シリーズで6試合中5試合に登板した。11月2日の日本シリーズ第5戦（横浜）では、1点ビハインドの6回表に登板すると、三者凡退に抑えて交代。チームが交代後の6回裏に勝ち越すと、そのまま勝利し、砂田もこのシリーズで自身唯一の白星を手にした。
2018年は、左のセットアッパーとして登板を重ね、レギュラーシーズンの開幕からシーズンの終了まで一軍に帯同し、一軍公式戦でチームトップ（リーグ3位）の70試合に登板。0勝2敗ながらチーム3位の24ホールドを挙げ、防御率を3.61にまで改善した。シーズンの終了後には、推定年俸7200万円（前年から3000万円増）という条件で契約を更改した。
2019年は、レギュラーシーズンの開幕から一軍公式戦で救援登板を重ねたが、一軍と二軍を3回にわたって往復した。イースタン・リーグ公式戦では、28試合の登板で防御率0.93を記録。レギュラーシーズンの一軍公式戦では、16試合の登板で防御率5.11、WHIP2.35、被打率.375と振るわず、チームのレギュラーシーズン2位で臨んだCSでは登板の機会がなかった。一軍公式戦では左打者へのワンポイントリリーフで起用される機会がありながら、対右打者の被打率が.280であったにもかかわらず、左打者には被打率が.452に達するほど打ち込まれていた。本人曰く「『前年（2018年）の成績を落としたくない』という思いから『（シーズン中の）トレーニングで疲れたあげくパフォーマンスが低下したらどうしよう』というマイナス思考が強く出てしまった」とのことで、シーズン終了後の契約交渉では、前年から1600万円減（NPBにおける年俸減額の上限、1億円以下の場合には減俸率25%）の推定年俸5600万円という条件で契約を更改した。
2020年は、イースタン・リーグ公式戦で29試合の登板で防御率1.32を記録する。しかし、シーズン終盤まで一軍での起用は無く、10月1日に一軍登録されるとシーズンの終了まで一軍に帯同。左打者へのワンポイントリリーフやロングリリーフとして17試合に登板した。防御率2.65、WHIP0.88と好成績を残し、前年打ち込まれていた左打者に対しては被打率.094と完璧に抑え込んだ。
2021年は、2年ぶりの開幕一軍入りを果たすと、左のワンポイントとして重用された。中断期間を除いて一度も二軍の降格がないままチーム4位の58試合に登板し、2勝2敗、18ホールド、防御率3.24を記録。3年ぶりの50試合登板を果たしたほか、WHIP0.94は50試合以上投げた投手の中ではリーグ3位、被打率.182も同じくリーグ2位の数字だった。12月7日の契約更改では1230万円増となる推定年俸5600万円でサインした。
2022年も開幕から一軍で登板していたが、チーム内で新型コロナウイルスの感染が広まり、砂田も4月8日に陽性判定を受け一時離脱する。若手リリーフ陣の台頭や、同じリリーフ左腕の田中健二朗の復活などもあり、出場選手登録から外されることが多く、一軍での登板は15試合で防御率5.68と結果の残せないシーズンとなった。

### 中日時代
2022年11月18日、京田陽太とのトレードで中日へ移籍することが両球団より発表された。推定年俸5000万円（600万円減）。背番号は入団会見で一旦39と発表されていたが、現役ドラフトでDeNAへ移籍した笠原祥太郎が中日時代に着けていた、DeNA時代と同じ47に戻った。
2023年、18試合に登板し、0勝1敗1ホールド、防御率4.61を記録。11月19日、1200万円減となる推定年俸3800万円で契約を更改した。
2024年、一軍での登板機会を得られず、9月19日に現役を引退することを表明した。

### 引退後
引退後は飲料業関連の仕事に従事する傍ら、少年野球などの指導も行っている。
2025年4月9日からは愛知県一宮市の軟式野球の強豪・大森石油野球部にて加入してプレーもしている。

## 選手としての特徴

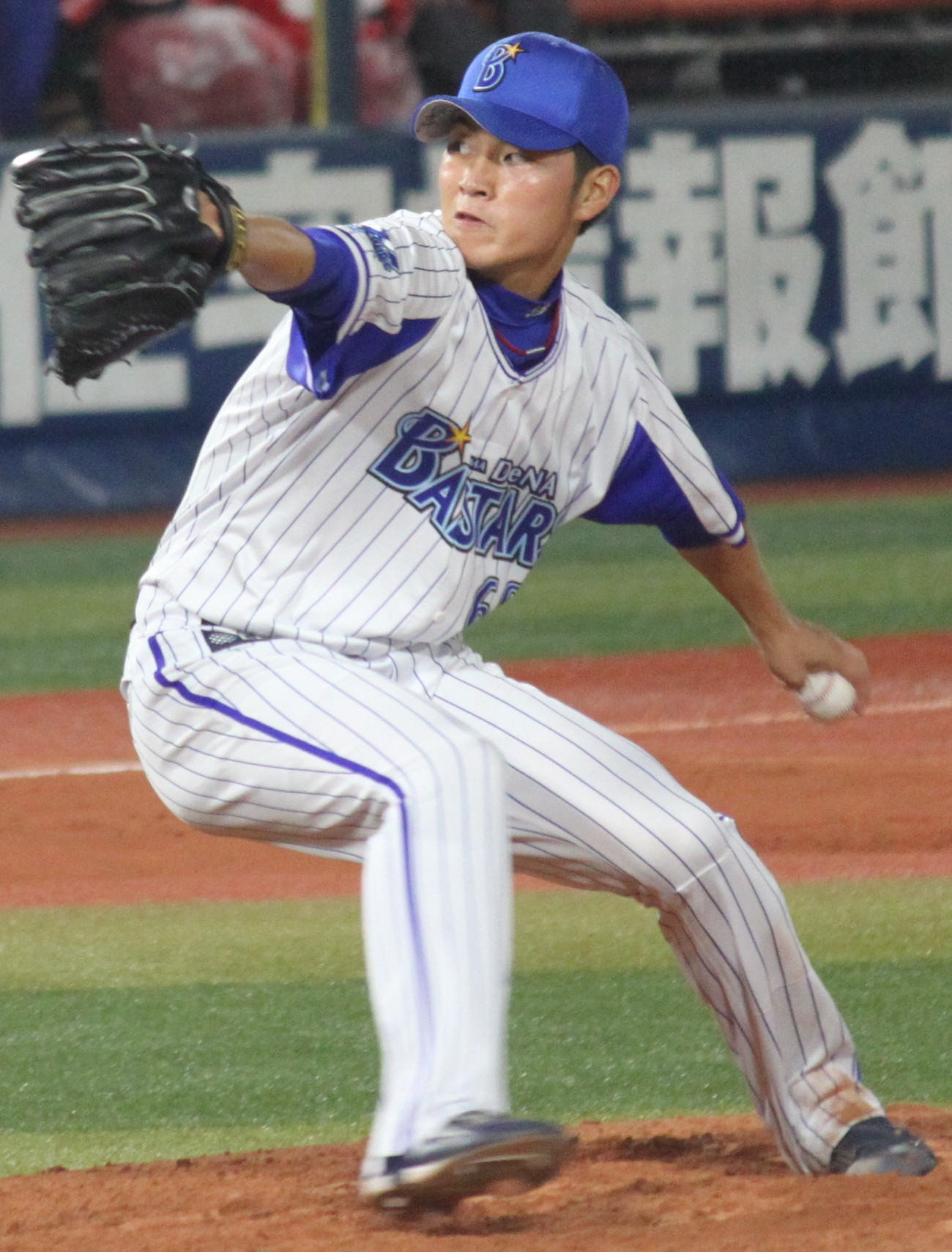
2015年8月29日 横浜スタジアムにて

最速147km/hのストレートと、スライダー、カーブ、スクリューの3種類の変化球を持つ。右打者の内外角に投げ分ける切れのある直球と、左打者の外に逃げるスライダーを軸に、球速100km/h台のカーブなどで緩急をつける。2018年には新たにフォークボールを習得している。
投球フォームはかつてスリークォーターであったが、2023年のシーズン途中にサイドスローに転向した。
課題は身体の柔軟性で、2019年のシーズン終了後からは、ヨガやピラティスに取り組んでいる。

## 人物
目標とする選手に三浦大輔と藤井秀悟を挙げ、両者がDeNAの現役投手だった時期には、技術・精神の両面で、2人から直々に細かなアドバイスを受けている。砂田の印象について、三浦は「自分が20歳の時に比べると、かなりしっかりしている」、藤井は「（細かいことは除いて）もう完成に近かった。教えることないなって思った」と述べている。特に藤井は、砂田に自分のグラブをプレゼントするなど目をかけており、チームを離れた今でもその動向を気にしているという。
ゲームセンターでUFOキャッチャーの景品だったあらいぐまラスカルのぬいぐるみに一目惚れして以来集めるようになり、それを知ったファンからラスカルグッズのプレゼントも多く、自室にも多く飾られているという。練習用のグラブにはラスカルの刺繍が施されている。
DeNA入団後の2019年シーズン中に、ミス・ユニバース大阪大会で準グランプリの受賞経験がある社長秘書と交際。交際開始から3か月後の9月20日に結婚した。

## 詳細情報

### 年度別投手成績
| 年 度     | 球 団     | 登 板 | 先 発 | 完 投 | 完 封 | 無 四 球 | 勝 利 | 敗 戦 | セ 丨 ブ | ホ 丨 ル ド | 勝 率 | 打 者 | 投 球 回 | 被 安 打 | 被 本 塁 打 | 与 四 球 | 敬 遠 | 与 死 球 | 奪 三 振 | 暴 投 | ボ 丨 ク | 失 点 | 自 責 点 | 防 御 率 | W H I P |
| --------- | --------- | ----- | ----- | ----- | ----- | -------- | ----- | ----- | -------- | ----------- | ----- | ----- | -------- | -------- | ----------- | -------- | ----- | -------- | -------- | ----- | -------- | ----- | -------- | -------- | ------- |
| 2015      | DeNA      | 14    | 14    | 0     | 0     | 0        | 3     | 5     | 0        | 0           | .375  | 335   | 76.0     | 85       | 5           | 28       | 0     | 2        | 57       | 0     | 0        | 34    | 27       | 3.20     | 1.49    |
| 2016      | DeNA      | 17    | 8     | 0     | 0     | 0        | 2     | 2     | 0        | 0           | .500  | 237   | 52.1     | 64       | 5           | 18       | 1     | 2        | 34       | 0     | 0        | 26    | 22       | 3.78     | 1.57    |
| 2017      | DeNA      | 62    | 0     | 0     | 0     | 0        | 1     | 2     | 0        | 25          | .333  | 236   | 54.2     | 54       | 5           | 13       | 1     | 3        | 49       | 1     | 1        | 25    | 25       | 4.12     | 1.23    |
| 2018      | DeNA      | 70    | 0     | 0     | 0     | 0        | 0     | 2     | 0        | 24          | .000  | 227   | 52.1     | 44       | 4           | 25       | 6     | 5        | 44       | 0     | 0        | 22    | 21       | 3.61     | 1.32    |
| 2019      | DeNA      | 16    | 0     | 0     | 0     | 0        | 1     | 0     | 0        | 1           | 1.000 | 65    | 12.1     | 21       | 2           | 8        | 2     | 1        | 10       | 1     | 0        | 9     | 7        | 5.11     | 2.35    |
| 2020      | DeNA      | 17    | 0     | 0     | 0     | 0        | 0     | 0     | 0        | 4           | ----  | 68    | 17.0     | 10       | 2           | 5        | 1     | 2        | 14       | 0     | 0        | 6     | 5        | 2.65     | 0.88    |
| 2021      | DeNA      | 58    | 0     | 0     | 0     | 0        | 2     | 2     | 0        | 18          | .500  | 166   | 41.2     | 26       | 1           | 13       | 2     | 2        | 27       | 2     | 0        | 15    | 15       | 3.24     | 0.94    |
| 2022      | DeNA      | 15    | 0     | 0     | 0     | 0        | 0     | 0     | 0        | 0           | ----  | 62    | 12.2     | 17       | 2           | 5        | 1     | 1        | 8        | 0     | 0        | 9     | 8        | 5.68     | 1.74    |
| 2023      | 中日      | 18    | 0     | 0     | 0     | 0        | 0     | 1     | 0        | 1           | .000  | 60    | 13.2     | 12       | 1           | 7        | 0     | 0        | 12       | 1     | 0        | 7     | 7        | 4.61     | 1.39    |
| 通算：9年 | 通算：9年 | 287   | 22    | 0     | 0     | 0        | 9     | 14    | 0        | 73          | .391  | 1456  | 332.2    | 333      | 27          | 122      | 14    | 18       | 255      | 5     | 1        | 153   | 137      | 3.71     | 1.37    |

- 2023年度シーズン終了時

### 年度別守備成績
| 年 度 | 球 団 | 投手  | 投手  | 投手  | 投手  | 投手  | 投手     |
| 年 度 | 球 団 | 試 合 | 刺 殺 | 補 殺 | 失 策 | 併 殺 | 守 備 率 |
| ----- | ----- | ----- | ----- | ----- | ----- | ----- | -------- |
| 2015  | DeNA  | 14    | 1     | 19    | 0     | 1     | 1.000    |
| 2016  | DeNA  | 17    | 5     | 3     | 0     | 0     | 1.000    |
| 2017  | DeNA  | 62    | 2     | 16    | 0     | 1     | 1.000    |
| 2018  | DeNA  | 70    | 2     | 11    | 0     | 3     | 1.000    |
| 2019  | DeNA  | 16    | 0     | 1     | 0     | 0     | 1.000    |
| 2020  | DeNA  | 17    | 0     | 6     | 0     | 1     | 1.000    |
| 2021  | DeNA  | 58    | 2     | 3     | 0     | 0     | 1.000    |
| 2022  | DeNA  | 15    | 1     | 3     | 0     | 0     | 1.000    |
| 2023  | 中日  | 18    | 1     | 0     | 0     | 0     | 1.000    |
| 通算  | 通算  | 287   | 14    | 62    | 0     | 6     | 1.000    |

- 2023年度シーズン終了時

### 記録
初記録
投手記録
- 初登板・初先発：2015年6月14日、対北海道日本ハムファイターズ3回戦（札幌ドーム）、5回1/3を2失点で敗戦投手
- 初奪三振：同上、1回裏に西川遥輝から空振三振
- 初勝利：2015年7月8日、対広島東洋カープ13回戦（みよし運動公園野球場）、5回無失点
- 初ホールド：2017年4月2日、対東京ヤクルトスワローズ3回戦(明治神宮野球場)、6回裏に2番手で救援登板1回無失点

打者記録
- 初打席：2015年6月24日、対読売ジャイアンツ10回戦（東京ドーム）、2回表に杉内俊哉から空振三振
- 初安打・初打点：2015年7月8日、対広島東洋カープ13回戦（みよし運動公園野球場）、4回表に薮田和樹から中前適時打

### 背番号
- 111（2014年 - 2015年6月6日）
- 68（2015年6月7日 - 同年終了）
- 47（2016年 - 2024年）
  - 中日へ移籍した2023年より39に変更する予定だったが、シーズン開始前に47に戻った。

### 登場曲
- 「銀河鉄道999」EXILE（2014）
- 「とおくとおく」シクラメン（2015 マウンド時）
- 「僕の宝物」シクラメン（2015途 - 2015中 打席時）
- 「Drear My Dream」大原櫻子（2016 マウンド時）
- 「サンキュー」大原櫻子（2016 打席時）
- 「Identity」Haru.Robinson（2017 - 2017途）
- 「夢の行方」Haru.Robinson（2017途 - 2018前半）
- 「Clap your hands」Haru.Robinson（2018後半 - ）